# New Amsterdam (Indiana)
New Amsterdam es un pueblo situado en el condado de Harrison, Indiana, Estados Unidos. Tiene una población estimada, a mediados de 2023, de 12 habitantes.

## Geografía
La localidad está ubicada en las coordenadas 38°06′07″N 86°16′36″O / 38.10194, -86.27667 (38.102001, -86.276617). Según la Oficina del Censo, tiene una superficie total de 0.27 km², de los cuales 0.20 km² corresponden a tierra firme y 0.07 km² están cubiertos de agua.

## Demografía
Según el censo de 2020, en ese momento había 12 personas residiendo en la localidad. La densidad de población era de 60.00 hab./km². El 91.67% de los habitantes eran blancos y el 8.33% era afroamericano. No había hispanos o latinos viviendo en la zona.